# Медаль «За отличие в военной службе» (СВР)
Меда́ль «За отли́чие в вое́нной слу́жбе» — ведомственная медаль Службы внешней разведки Российской Федерации, учреждённая приказом СВР России № 0422 от 14 ноября 1995 года.

## Правила награждения
Согласно Положению медалью «За отличие в военной службе» награждаются сотрудники внешней разведки за безупречную службу по выслуге соответственно 20, 15 и 10 календарных лет. Медаль состоит из трех степеней.

## Описание медали
Медаль I степени изготавливается из нейзильбера, II и III степеней — из латуни; имеет форму круга диаметром 32 мм с выпуклым бортиком с обеих сторон. На лицевой стороне медали в центре — рельефное изображение щита на фоне перекрещенных мечей, крыльев и якоря; в центре щита помещена римская цифра, обозначающая степень медали, — I, II или III; в нижней части — по кругу рельефная надпись: «ЗА ОТЛИЧИЕ В ВОЕННОЙ СЛУЖБЕ». Рисунок полностью повторяет рисунок медали «За отличие в военной службе» Министерства обороны России. На оборотной стороне медали надпись в четыре строки «Служба внешней разведки Российской Федерации», под надписью — рельефное изображение перекрещенных лавровых ветвей, над надписью — рельефное изображение ленты.
Медаль при помощи ушка и кольца соединяется с пятиугольной колодкой, обтянутой красной шёлковой муаровой лентой шириной 24 мм с жёлтыми полосами по краям; посередине ленты зелёные полосы: для медали I степени — одна полоса, II степени — две полосы, III степени — три полосы; ширина полос — 2 мм, расстояние между зелёными полосами — 2 мм.